# Astra (ort i Argentina)
Astra är en ort i Argentina.   Den ligger i provinsen Chubut, i den södra delen av landet, 1 500 kilometer sydväst om huvudstaden Buenos Aires. Astra ligger 134 meter över havet och antalet invånare är 341.
Terrängen runt Astra är platt åt sydost, men åt nordväst är den kuperad. Runt Astra är det glesbefolkat, med 10 invånare per kvadratkilometer.. Närmaste större samhälle är Comodoro Rivadavia, 14,1 kilometer söder om Astra.
Omgivningarna runt Astra är i huvudsak ett öppet busklandskap.